# Illyrisme

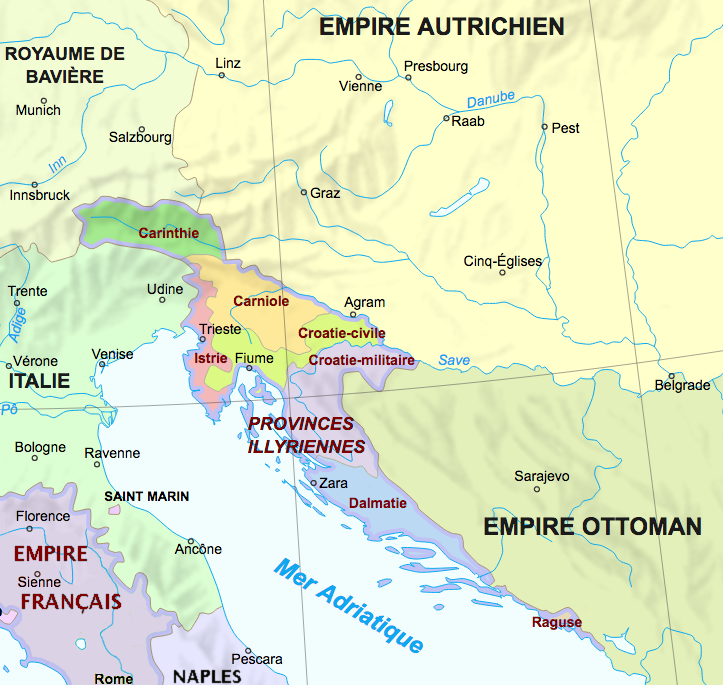
Les Provinces illyriennes au début des années 1810.

L'illyrisme est une idéologie qui se développe en Croatie à partir des années 1830, mais qui a des racines plus anciennes, visant à unifier les populations slaves méridionales, notamment en réponse à l'assimilation de ces peuples par l'Empire austro-hongrois. Le terme provient du nom des Provinces illyriennes créées par Napoléon Ier.

## Conséquences
Le mouvement concerne principalement les Croates ou croatophones, même si les intentions et les aspirations sont bien d'une forme de Yougoslavie.
La réussite réside dans le développement de ce qui devient le serbo-croate et la création du royaume de Croatie-Slavonie (1868-1918) au sein de l'Autriche-Hongrie, puis de l'État des Slovènes, Croates et Serbes (1918), puis du royaume des Serbes, Croates et Slovènes (1918-1929).